# Nos attendentes
Nos attendentes je papeška bula, ki naj bi jo napisal papež Honorij III. leta 1217.
S to bulo, ki je bila druga (prva je bila Religiosam vitam), je papež potrdil red bratov pridigarjev, bolje poznanih kot dominikanci.